# Can Cabanya (Viladrau)
Can Cabanya és una casa de Viladrau (Osona) inclosa a l'Inventari del Patrimoni Arquitectònic de Catalunya.

## Descripció
Antic hostal de planta rectangular (10x8) cobert a tres vessants amb el carener perpendicular a la façana situada a llevant i sense ràfecs. Situada en el talús de la carretera. Consta d'una planta semi- soterrada, un primer pis a peu de carretera i unes petites golfes. La façana principal presenta un portal rectangular central, dues finestres laterals al primer pis, i una finestra sota el carener a les golfes; l'accés es fa mitjançant unes escales formades amb antigues rodes de molí. La façana N gairebé cega només presenta un portal a la planta i una finestreta amb dos llangardaixos al primer pis. La façana O presenta dos portals rectangulars i una finestreta a la planta; obertures allargades formant porxos al primer pis. La façana S presenta una petita obertura, un cobert de fibrociment (uralita) i un contrafort adossat a la planta, al primer pis un finestral (porxo) i una finestreta. En aquest sector, continuant la tirada del mur, hi ha una xemeneia d'un metre i mig d'alçada amb un capell de totxo.

## Història
Hostal relacionat amb l'antic mas de Masvidal que probablement formava part dels 82 masos que existien en el municipi pels volts de 1340, segons consta en els documents de l'època. El trobem registrat en els fogatges de la "Parròquia i terme de Viladrau fogajat a 6 de octubre 1553 per Joan Masmiguell balle com apar en cartes 230", juntament amb altres 32 que continuaven habitats després del període de pestes, on consta un tal "Montserrat Puig alias Masvidal". Els actuals propietaris mantenen la cognominació d'origen.